# Брион сир Урс
Брион сир Урс (фр. Brion-sur-Ource) насеље је и општина у источном делу централне Француске у региону Бургоња, у департману Златна обала која припада префектури Монбар.
По подацима из 2011. године у општини је живело 225 становника, а густина насељености је износила 16,06 становника/km². Општина се простире на површини од 14,01 km². Налази се на средњој надморској висини од 236 метара (максималној 333 m, а минималној 217 m).

## Демографија
| 1962. | 1968. | 1975. | 1982. | 1990. | 1999. | 2011. |
| ----- | ----- | ----- | ----- | ----- | ----- | ----- |
| 218   | 247   | 223   | 225   | 245   | 223   | 225   |

График промене броја становника у току последњих година